# سعود كاتب
سعود بن صالح كاتب دبلوماسي وإعلامي سعودي.

## مولده ونشأته
ولد سعود بن صالح كاتب في حي معشي بمدينة الطائف، وأكمل دراسته الابتدائية في مدرسة الأحنف بن قيس، والمتوسطة في معهد الطائف العلمي، ثم أكمل دراسته الثانوية بتفوق في ثانوية الفيصل.

## تعليمه
بعد إتمامه لدراسته الثانوية، انتقل إلى مدينة جدة حيث التحق بجامعة الملك عبد العزيز وحصل منها على شهادة البكالوريوس في إدارة الإعمال بتفوق عام 1984م. كما أنه حاصل على درجة الماجستير في الكمبيوتر ونظم المعلومات (1990) من الجامعة الأمريكية في واشنطن ودرجة الماجستير أيضا في العلاقات الدولية (1994) من جامعة جورج واشنطن ودرجة الدكتوراه في الاتصال الجماهيري والإعلام (1998م) من جامعة هاواردكما التحق عام 2014م بكلية كينيدي بجامعة هارفارد وحصل منها على دبلوم القادة التنفيذيين الحكوميين.

## مسيرته المهنية

### القطاع الخاص
عمل فور تخرجه من الجامعة مديرا للتوزيع والاشتراكات في صحيفة المدينة  ثم انتقل منها للعمل في المجموعة السعودية للأبحاث والإعلام وكانت حينها تسمى المجموعة السعودية للأبحاث والتسويق. حيث عمل في شركاتها المختلفة وهي الشركة السعودية للتوزيع وشركة الأفق لنظم المعلومات والاتصالات والشركة السعودية للأبحاث والنشر. وتدرج في العمل بها لمدة 20 سنة من 1985 حتى 2005 تقلد خلالها عددا من الوظائف القيادية منها:
- مدير عام مكتب الشركة في أمريكا من عام 1988 حتى عام 1998م.
- مدير عام شركة الأفق لنظم المعلومات والاتصالات من 1998-2005 بقرار من رئيس مجلس إدارة المجموعة.

وبعد مغادرته للمجوعة السعودية للأبحاث والإعلام عمل مديرا عاما للتطوير والتدريب وتقنية المعلومات في مجموعة الناغي المتحدة من 2006 حتى 2008.

### المجال الأكاديمي
- عمل في جامعة الملك عبد العزيز[9] أستاذ مساعد لمادة تكنلوجيا الأعلام. كما تم تكليفه رئيسا لقسم مهارات الاتصال، ونائبا للمشرف العام على المركز الإعلامي للجامعة. واستمر عمله في الجامعة حتى عام 2013 حيث صدر قرار مجلس الوزراء بتعيينه بالمرتبة الرابعة عشر في وزارة الثقافة والإعلام بوظيفة مدير عام الإعلام الخارجي[10]
- عمل أستاذ متعاون في جامعة دار الحكمة [11] لمواد Ethics Business وE-Commerce
- عمل أستاذ متعاون في جامعة الإمام محمد بن سعود [12] لمادة الدبلوماسية العامة

### القطاع الحكومي
- صدر قرار مجلس الوزراء في 13 مايو 2013م بتعيينه بالمرتبة الرابعة عشر بوزارة الثقافة والإعلام مديرا عاما للإعلام الخارجي[13]
- تم تكليفه متحدث رسمي لوزارة الثقافة والاعلام [14]
- صدر قرار مجلس الوزراء في 8 فبراير 2016م بنقله من وزارة الثقافة والإعلام وتعيينه بمرتبة سفير في وزارة الخارجية [15]
- عمل وكيلا لوزارة الخارجية لشؤون الدبلوماسية العامة حتى فبراير 2020م. حيث ساهم في إنشاء وتأسيس هذه الوكالة ووضع الاستراتيجية الخاصة بها.
- يعمل حاليا مستشار لوزير التعليم في وزارة التعليم.

## الوفود الرسمية
- تمثيل المملكة في العديد من الوفودالرسمية ومنهاعلى سبيل المثال لا الحصر:
- 2015م رئاسة الوفد الإعلامي المرافق لسموولي العهد في القمة الخليجية مع الرئيس الأمريكي باراك أوباما.
- 2014م رئاسة وفد المملكة وإلقاء كلمة المملكة في منتدى ثقافة السلام في الأمم المتحدة في نيويورك.
- 2014م المتحدث الإعلامي ونائب رئيس الوفد الإعلامي السعودي في قمة العشرينG20 في أستراليا.
- 2014م رئيس الوفد الإعلامي في القمة الخليجية ال35 في الدوحة.

## العضويات (سابقة وحالية)
- عضو جمعية كتاب الرأي السعودية.
- عضو منتدى الخبرة السعودي.
- نائب رئيس مجلس إدارة هيئة الإذاعة والتلفزيون.
- عضو مجلس إدارة هيئة المعارض والمؤتمرات.
- عضو مجلس إدارة هيئة الإعلام المرئي والمسموع.
- عضو مجلس إدارة هيئة وكالة الأنباء السعودية.
- عضو مجلس إدارة الجمعية السعودية للإعلام والاتصال.
- عضو مجلس إدارة برنامج الأمان الأسري.
- عضوالنادي الأدبي والثقافي بجدة.
- رئيس لجنة تقنية المعلومات بالغرفة التجارية بجدة «سابقا».
- عضو لجنة جائزة جهازاذاعة وتلفزيون الخليج.
- عضواللجنة الثقافية لمهرجان الجنادرية.
- عضو في العديد من اللجان الإعلامية والثقافية الأخرى.

## مشاركات أخرى
- متحدث رئيس في العديد من المؤتمرات داخل المملكة وخارجها عن الدبلوماسية العامة والإعلام والإعلام الجديد وقضايا المجتمع.
- عضواللجنة العليا لمعرض جدة الدولي للكتاب في نسخته الأولى، ورئيس اللجنة الثقافية.

## مؤلفاته
- كتاب «إنترنت-المرجع الكامل» صدر عام 1996 وهو أول مرجع عن الإنترنت باللغة العربية.
- كتاب «الإعلام القديم والإعلام الجديد: هل الصحافة المطبوعة في طريقها للانقراض؟» وصدرت طبعته الأولى عام 2002 [16]
- رواية بعنوان «التقدم إلى الخلف» (2007) [17]
- كتاب «تأثير تكنلوجيا الاتصال الحديثة على الإذاعات التقليدية» (2012) [18]
- كتاب «الدبلوماسية العامة: القوة الناعمة السعودية في عصر ثورة المعلومات» (2019) [19]

## البحوث والدراسات
صدرت له العديد من البحوث والدراسات في مجال الإعلام ومجال الدبلوماسية العامة والقوة الناعمة منها:
- دراسة بعنوان «نحو رؤية شاملة لاستراتيجية وطنية للقوة الناعمة السعودية» [20][21]